# USS Gonzalez (DDG-66)
El USS Gonzalez (DDG-66) es el 16.º destructor de la clase Arleigh Burke de la Armada de los Estados Unidos. Fue puesto en gradas en 1994, botado en 1995 y asignado en 1996.

## Construcción
Construido por el Bath Iron Works, fue colocada su quilla el 3 de febrero de 1994, botado el 18 de febrero de 1995 y asignado el 12 de octubre de 1996. Recibió el nombre USS Gonzalez en honor al sargento Alfredo Cantu González, marine caído en 1968 durante la batalla de Huế, guerra de Vietnam.

## Historial de servicio

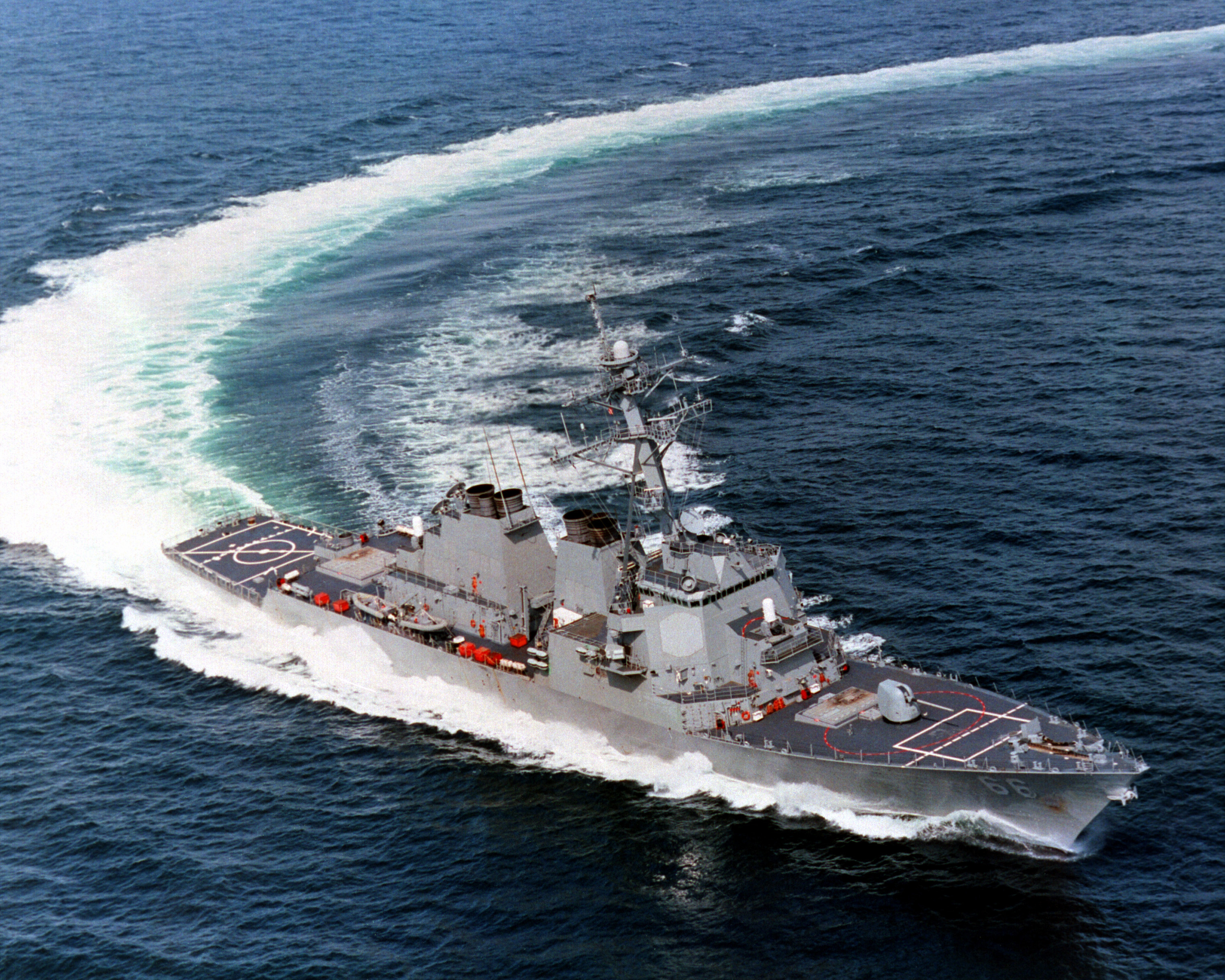
Vista aérea del USS Gonzalez (DDG-66) navegando en el año 1996.

En 1999 el USS Gonzalez prestó apoyo a las operaciones Allied Force y Southern Watch.